# Belvosia biezankoi
Belvosia biezankoi là một loài ruồi trong họ Tachinidae.